# Big Air (Achterbahnmodell)
Big Air ist die Bezeichnung eines Stahlachterbahnmodells des Herstellers Vekoma, welches erstmals im Dezember 2010 ausgeliefert wurde. Die bisher einzige Auslieferung ist die gleichnamige Achterbahn im E-DA Theme Park in Taiwan. Die zur Kategorie der Shuttle Coaster und Spinning Coaster zählende Achterbahn ist zurzeit (Stand November 2019) der höchste und schnellste Spinning Coaster weltweit.

## Die Fahrt
Die 152 m lange Strecke ist wie ein großes U geformt. Der Zug mit einem Catch-Car vorwärts einen der beiden senkrechten 63,8 m höhen Türme hochgezogen. Oben angekommen werden je nach Fahrmodus die Wagen entweder um 180° gedreht, sodass die Fahrgäste nach unten schauen, oder die Wagen bleiben in ihrer Position. Der Zug wird dann ausgeklinkt und fährt den Turm wieder hinab, durch die Station durch und auf den zweiten Turm hinauf. Hierbei wird eine Höchstgeschwindigkeit von 108 km/h erreicht. Diesen zweiten Turm fährt der Zug wieder hinab, durch die Station durch und wieder auf den ersten Turm hinauf. Dort klingt er sich wieder in das Catch-Car ein und wird entweder wieder nach oben gezogen für eine weitere Runde oder der Zug wird langsam wieder zur Station hinab gelassen.

## Zug
Big Air besitzt einen Zug mit zwei Wagen. In jedem Wagen können zwölf Personen in vier Reihen Platz nehmen, wobei in der ersten und der letzten Reihe jeweils nur zwei Personen und in den mittleren beiden Reihen jeweils vier Personen Platz nehmen können.